# Gargara anomala
Gargara anomala är en insektsart som beskrevs av Kato 1940. Gargara anomala ingår i släktet Gargara och familjen hornstritar. Inga underarter finns listade i Catalogue of Life.